# Матич, Барбара
Барбара Матич (хорв. Barbara Matić; род. 3 декабря 1994, Сплит) — хорватская дзюдоистка, олимпийская чемпионка 2024 года, двукратная чемпионка мира 2021 и 2022 годов, чемпионка Европы 2024 года. Призёр чемпионатов Европы и II Европейских игр в Минске. Участница летних Олимпийских игр 2016 года.

## Биография
Барбара Матич родилась в 1994 году и борется в весовой категории до 70 килограммов.
В 2014 году на континентальном чемпионате по дзюдо, который проходил во Франции хорватская спортсменка завоевала свою первую медаль европейских чемпионатов - бронзовую в весовой категории до 70 килограммов. 
В 2016 году Барбара приняла участие в соревнованиях по дзюдо на летних Олимпийских играх в Рио-де-Жанейро. В весовой категории до 70 килограммов она уступила уже в первом раунде пуэрто-риканской спортсменке Марии Перес.  
На чемпионате Европы 2017 года, который состоялся в Польше, Барбара в схватке за третье место одержала победу над спортсменкой из Швеции Анной Бернхольм и завоевала бронзовую медаль. 
В 2019 году Матич приняла участие во II Европейских играх, которые проходили в Минске. в весовой категории до 70 килограммов она завоевала бронзовую медаль, победив в схватке за третье место спортсменку из Польши Дарью Погорцелек. 
На чемпионате мира 2021 года, который проходил в Венгрии в Будапеште, в июне, Барбара завоевала золотую медаль в весовой категории до 70 кг, и впервые в карьере стала чемпионкой мира, победив в финале японмскую спортсменку Ёко Оно.  
В мае 2023 года, в столице Катаре, на чемпионате мира, хорватская дзюдоистка в весовой категории до 70 кг стала обладателем бронзовой медали, в поединке за третье место победив венесуэльскую спортсменку Элвисмар Родригес.
На летних Олимпийских играх 2024 года в Париже Барбара завоевала золотую медаль, одолев в финале немецкую спортсменку Мириам Буткерайт.

## Награды
- Орден Хорватской звезды с ликом Франьо Бучара (14 ноября 2024 года)[4]